# Bosc del Gavatx
El bosc del Gavatx és un bosc o zona forestal situat al terme municipal d'Olesa de Montserrat, al Baix Llobregat. L'orografia del bosc presenta certs desnivells a l'est i l'oest, amb una cota màxima de 350 m.s.n.m i una cota mínima de 290 m.s.n.m.

## Flora i fauna
El bosc del gavatx és un alzinar, per tant l'espècie d'arbre predominant és l'alzina, a més a més també s'hi troba el pi, el roure, l'arbocer i altres arbres i arbustos.
Al bosc del Gavatx s'hi poden trobar espècimens d'esparver, colltort, mosquiter comú, raspinell, astor, tord comú, mosquiter pàl·lid, pica-soques blau, tudó, tord ala-roig, bruel, gaig, xixella, griva comuna, reietó, estornell vulgar, tórtora  eurasiàtica, merla, mastegatatxes, oriol, gamarús eurasiàtic, cargolet, papamosques gris, pardal xarrec, xot eurasiàtic, rossinyol, mallerenga carbonera, pinsà, mussol banyut, pit-roig, mallerenga blava, cadernera, cucut, tallarol gros, mallerenga emplomallada, verderol, picot garser gros, tallarol de casquet, mallerenga petita, gratapalles, picot garser petit, tallarol emmascarat, teixidor, picot verd, bosqueta vulgar i mallerenga cuallarga.